# Восточно-Боснийский корпус

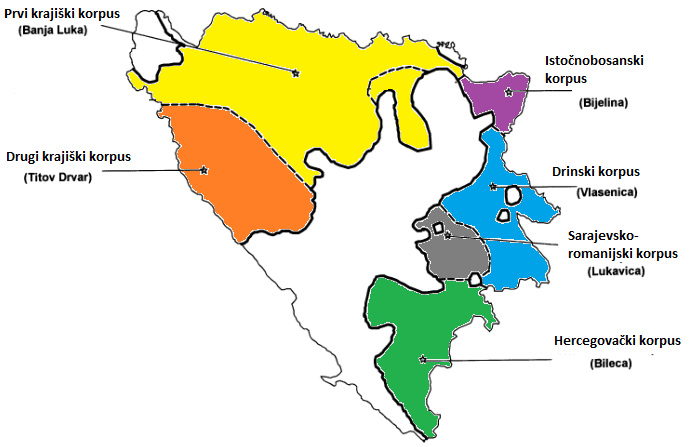
Зоны ответственности корпусов Армии РС. Зона ответственности Восточно-Боснийского корпуса выделена фиолетовым цветом

Восточно-Боснийский корпус (серб. Источнобосански корпус Војске Републике Српске) — армейский корпус в составе Вооруженных сил Республики Сербской. Он был сформирован по приказанию Главного Штаба ВРС весной 1992 года на основе подразделений бывшего 17-го корпуса 2-й Военной области ЮНА. Командовали корпусом полковники Никола Денчич и Драгутин Илич, а затем генерал-майор Новица Симич. Штаб располагался в Биелине, его возглавлял полковник Будимир Гаврич. Численность корпуса в начале боевого пути составляла 12 391 человек. К концу боевых действий в корпусе было до 26 500 бойцов. 1886 солдат и офицеров погибли, 5306 были ранены, 149 пропали без вести. По другим данным, погибло до 3 000 солдат и офицеров корпуса, а количество раненых составило 9000.
Зоной ответственности корпуса были области Маевица, Семберия и часть Посавины.

## Структура
Состав корпуса:
- Штаб
- 1-я Биелинская легкопехотная бригада «Пантеры»
- 1-я Посавская пехотная бригада
- 2-я Посавская легкопехотная бригада
- 3-я Посавская легкопехотная бригада
- 1-я Семберийская легкопехотная бригада
- 2-я Семберийская легкопехотная бригада
- 3-я Семберийская легкопехотная бригада
- 1-я Маевицкая легкопехотная бригада
- 2-я Маевицкая легкопехотная бригада
- 3-я Маевицкая легкопехотная бригада
- 3-й разведывательно-диверсионный отряд
- 3-й смешанный артиллерийский полк
- 3-й смешанный противотанковый артиллерийский полк
- 3-й легкий артиллерийский полк ПВО
- 3-й инженерный полк
- 3-й батальон военной полиции
- 3-й батальон связи
- 3-я понтонная рота
- 3-я медицинская рота
- 3-я автомобильная рота
- Спецподразделение «Молния»